# کریستین گانیا
کریستین گانیا (انگلیسی: Cristian Ganea؛ زادهٔ ۲۴ مهٔ ۱۹۹۲) بازیکن فوتبال اهل رومانی است که که در پست مدافع چپ برای باشگاه فوتبال آریس سالونیک در سوپر لیگ فوتبال یونان بازی می‌کند.
وی همچنین در تیم‌های ملی فوتبال باسک و رومانی بازی کرده‌است.